# Arrondissement de Forcalquier
L'arrondissement de Forcalquier est une division administrative française, située dans le département des Alpes-de-Haute-Provence et la région Provence-Alpes-Côte d'Azur.
C'est l'arrondissement le plus peuplé du département.

## Composition

### Composition à la création de l'arrondissement en 1800
- Canton de Banon
- Canton de Forcalquier
- Canton de Lurs
- Canton de Manosque
- Canton de Reillanne
- Canton de Saint-Étienne
- Canton de Sainte-Tulle
- Canton de Sault
- Canton de Volx

### 1926
L'arrondissement de Forcalquier a absorbé l'arrondissement de Sisteron en 1926.

### Composition avant le redécoupage de 2015
L'arrondissement de Forcalquier était composé de 13 cantons :
- Canton de Banon
- Canton de Forcalquier
- Canton de La Motte-du-Caire
- Canton de Manosque-Nord
- Canton de Manosque-Sud-Est
- Canton de Manosque-Sud-Ouest
- Canton de Noyers-sur-Jabron
- Canton de Peyruis
- Canton de Reillanne
- Canton de Saint-Étienne-les-Orgues
- Canton de Sisteron
- Canton de Turriers
- Canton de Volonne

### Composition depuis 2015

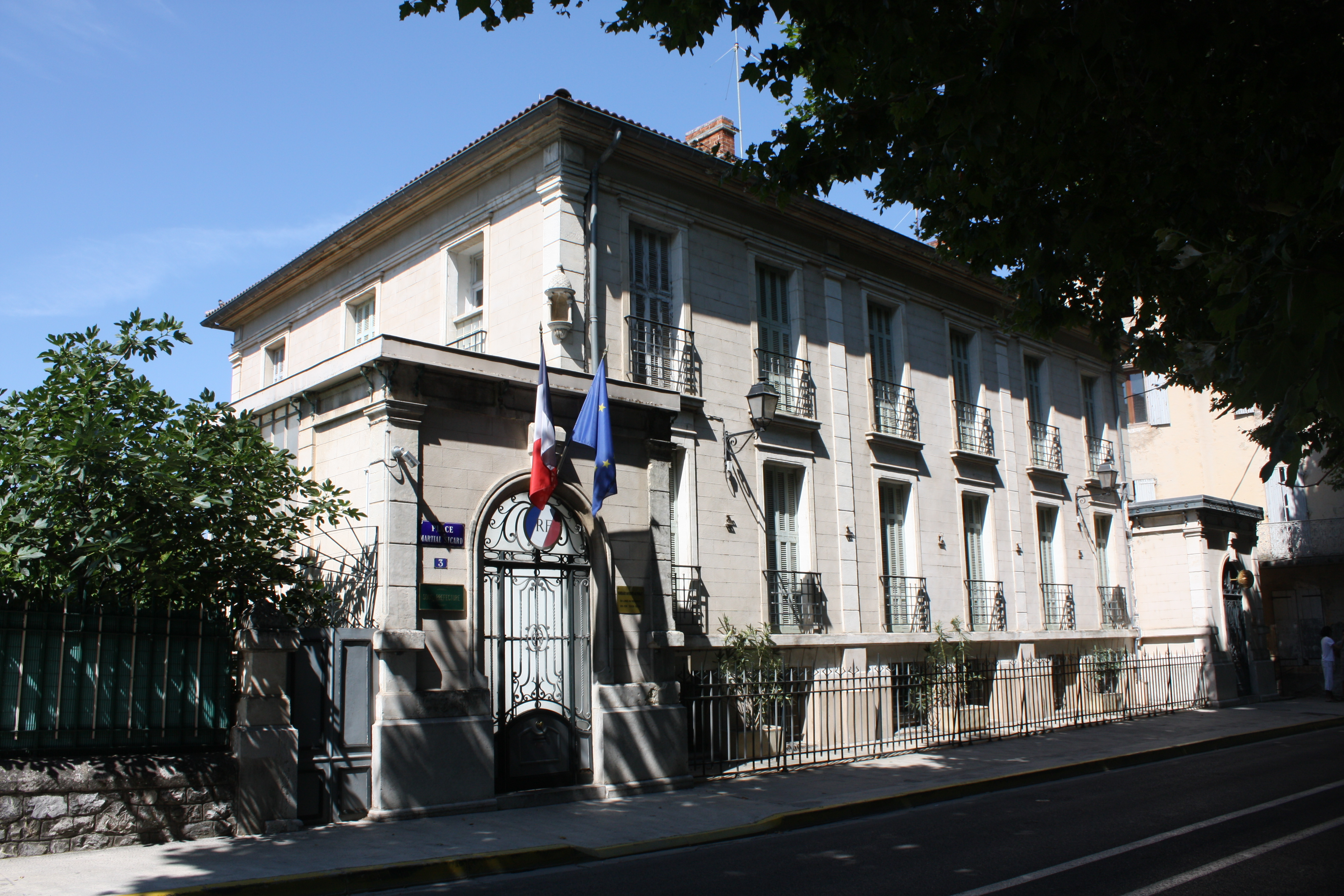
Sous-préfecture de Forcalquier.

À la suite d'un décret du 24 février 2014, la taille des cantons a évolué après les élections départementales de 2015. Contrairement à l'ancien découpage où chaque canton était inclus à l'intérieur d'un seul arrondissement, le nouveau découpage territorial s'affranchit des limites des arrondissements. Certains cantons peuvent être composés de communes appartenant à des arrondissements différents. Dans l'arrondissement de Forcalquier, c'est le cas pour les cantons d'Oraison (1 commune) et de Seyne (20 communes).
- Au 1er janvier 2017, les communes de Château-Arnoux-Saint-Auban, Ganagobie, L'Escale, Mallefougasse-Augès, Peyruis et Volonne sont transférées de l'arrondissement de Forcalquier à l'arrondissement de Digne-les-Bains.

- Au 1er janvier 2017, les communes d'Allemagne-en-Provence, Brunet, Le Castellet, Entrevennes, Esparron-de-Verdon, Gréoux-les-Bains, Montagnac-Montpezat, Oraison, Puimichel, Puimoisson, Quinson, Riez, Roumoules, Saint-Laurent-du-Verdon, Saint-Martin-de-Brômes et Valensole sont transférées de l'arrondissement de Digne-les-Bains vers celui de Forcalquier[2].

Liste des cantons de l'arrondissement de Forcalquier :

### Découpage communal depuis 2015
Depuis 2015, le nombre de communes des arrondissements varie chaque année soit du fait du redécoupage cantonal de 2014 qui a conduit à l'ajustement de périmètres de certains arrondissements, soit à la suite de la création de communes nouvelles. Le nombre de communes de l'arrondissement de Forcalquier est ainsi de 87 en 2015, 87 en 2016 et 97 en 2017.
Au 1er janvier 2024, l'arrondissement groupe les 97 communes suivantes :
| Nom                           | Code Insee | Intercommunalité                          | Superficie (km2) | Population (dernière pop. légale) | Densité (hab./km2) | Modifier                                    |
| ----------------------------- | ---------- | ----------------------------------------- | ---------------- | --------------------------------- | ------------------ | ------------------------------------------- |
| Forcalquier (chef-lieu)       | 04088      | CC Pays de Forcalquier - Montagne de Lure | 42,76            | 5 142 (2022)                      | 120                | modifier les données · modifier les données |
| Allemagne-en-Provence         | 04004      | CA Durance-Luberon-Verdon Agglomération   | 32,99            | 539 (2022)                        | 16                 | modifier les données · modifier les données |
| Aubenas-les-Alpes             | 04012      | CC Haute-Provence - Pays de Banon         | 7,93             | 85 (2022)                         | 11                 | modifier les données · modifier les données |
| Aubignosc                     | 04013      | CC Jabron Lure Vançon Durance             | 14,74            | 624 (2022)                        | 42                 | modifier les données · modifier les données |
| Authon                        | 04016      | CC du Sisteronais Buëch                   | 40,16            | 59 (2022)                         | 1,5                | modifier les données · modifier les données |
| Banon                         | 04018      | CC Haute-Provence - Pays de Banon         | 39,81            | 1 070 (2022)                      | 27                 | modifier les données · modifier les données |
| Bayons                        | 04023      | CC du Sisteronais Buëch                   | 125,75           | 202 (2022)                        | 1,6                | modifier les données · modifier les données |
| Bellaffaire                   | 04026      | CC du Sisteronais Buëch                   | 13,12            | 158 (2022)                        | 12                 | modifier les données · modifier les données |
| Bevons                        | 04027      | CC Jabron Lure Vançon Durance             | 11,26            | 256 (2022)                        | 23                 | modifier les données · modifier les données |
| La Brillanne                  | 04034      | CA Durance-Luberon-Verdon Agglomération   | 7,22             | 1 114 (2022)                      | 154                | modifier les données · modifier les données |
| Brunet                        | 04035      | CA Durance-Luberon-Verdon Agglomération   | 28,47            | 293 (2022)                        | 10                 | modifier les données · modifier les données |
| Le Caire                      | 04037      | CC du Sisteronais Buëch                   | 17,63            | 77 (2022)                         | 4,4                | modifier les données · modifier les données |
| Le Castellet                  | 04041      | CA Durance-Luberon-Verdon Agglomération   | 18,87            | 300 (2022)                        | 16                 | modifier les données · modifier les données |
| Céreste-en-Luberon            | 04045      | CC Pays d'Apt-Luberon                     | 32,54            | 1 195 (2022)                      | 37                 | modifier les données · modifier les données |
| Châteaufort                   | 04050      | CC du Sisteronais Buëch                   | 13,73            | 25 (2022)                         | 1,8                | modifier les données · modifier les données |
| Châteauneuf-Miravail          | 04051      | CC Jabron Lure Vançon Durance             | 19,70            | 75 (2022)                         | 3,8                | modifier les données · modifier les données |
| Châteauneuf-Val-Saint-Donat   | 04053      | CC Jabron Lure Vançon Durance             | 21,10            | 529 (2022)                        | 25                 | modifier les données · modifier les données |
| Clamensane                    | 04057      | CC du Sisteronais Buëch                   | 23,73            | 180 (2022)                        | 7,6                | modifier les données · modifier les données |
| Claret                        | 04058      | CA Gap-Tallard-Durance                    | 21,04            | 296 (2022)                        | 14                 | modifier les données · modifier les données |
| Corbières-en-Provence         | 04063      | CA Durance-Luberon-Verdon Agglomération   | 19,06            | 1 285 (2022)                      | 67                 | modifier les données · modifier les données |
| Cruis                         | 04065      | CC Pays de Forcalquier - Montagne de Lure | 36,47            | 646 (2022)                        | 18                 | modifier les données · modifier les données |
| Curbans                       | 04066      | CA Gap-Tallard-Durance                    | 28,88            | 577 (2022)                        | 20                 | modifier les données · modifier les données |
| Curel                         | 04067      | CC Jabron Lure Vançon Durance             | 10,45            | 59 (2022)                         | 5,6                | modifier les données · modifier les données |
| Dauphin                       | 04068      | CC Haute-Provence - Pays de Banon         | 9,71             | 837 (2022)                        | 86                 | modifier les données · modifier les données |
| Entrepierres                  | 04075      | CC du Sisteronais Buëch                   | 47,79            | 409 (2022)                        | 8,6                | modifier les données · modifier les données |
| Entrevennes                   | 04077      | CA Durance-Luberon-Verdon Agglomération   | 29,81            | 169 (2022)                        | 5,7                | modifier les données · modifier les données |
| Esparron-de-Verdon            | 04081      | CA Durance-Luberon-Verdon Agglomération   | 34,20            | 382 (2022)                        | 11                 | modifier les données · modifier les données |
| Faucon-du-Caire               | 04085      | CC du Sisteronais Buëch                   | 19,93            | 62 (2022)                         | 3,1                | modifier les données · modifier les données |
| Fontienne                     | 04087      | CC Pays de Forcalquier - Montagne de Lure | 8,18             | 131 (2022)                        | 16                 | modifier les données · modifier les données |
| Gigors                        | 04093      | CC du Sisteronais Buëch                   | 13,69            | 59 (2022)                         | 4,3                | modifier les données · modifier les données |
| Gréoux-les-Bains              | 04094      | CA Durance-Luberon-Verdon Agglomération   | 69,46            | 3 088 (2022)                      | 44                 | modifier les données · modifier les données |
| L'Hospitalet                  | 04095      | CC Haute-Provence - Pays de Banon         | 19,35            | 96 (2022)                         | 5,0                | modifier les données · modifier les données |
| Lardiers                      | 04101      | CC Pays de Forcalquier - Montagne de Lure | 30,08            | 139 (2022)                        | 4,6                | modifier les données · modifier les données |
| Limans                        | 04104      | CC Pays de Forcalquier - Montagne de Lure | 20,97            | 387 (2022)                        | 18                 | modifier les données · modifier les données |
| Lurs                          | 04106      | CC Pays de Forcalquier - Montagne de Lure | 22,48            | 373 (2022)                        | 17                 | modifier les données · modifier les données |
| Mane                          | 04111      | CC Haute-Provence - Pays de Banon         | 22,00            | 1 390 (2022)                      | 63                 | modifier les données · modifier les données |
| Manosque                      | 04112      | CA Durance-Luberon-Verdon Agglomération   | 56,73            | 22 807 (2022)                     | 402                | modifier les données · modifier les données |
| Melve                         | 04118      | CC du Sisteronais Buëch                   | 14,11            | 127 (2022)                        | 9,0                | modifier les données · modifier les données |
| Mison                         | 04123      | CC du Sisteronais Buëch                   | 31,72            | 1 115 (2022)                      | 35                 | modifier les données · modifier les données |
| Montagnac-Montpezat           | 04124      | CA Durance-Luberon-Verdon Agglomération   | 34,18            | 405 (2022)                        | 12                 | modifier les données · modifier les données |
| Montfort                      | 04127      | CC Jabron Lure Vançon Durance             | 12,08            | 333 (2022)                        | 28                 | modifier les données · modifier les données |
| Montfuron                     | 04128      | CA Durance-Luberon-Verdon Agglomération   | 18,88            | 220 (2022)                        | 12                 | modifier les données · modifier les données |
| Montjustin                    | 04129      | CC Haute-Provence - Pays de Banon         | 10,15            | 57 (2022)                         | 5,6                | modifier les données · modifier les données |
| Montlaux                      | 04130      | CC Pays de Forcalquier - Montagne de Lure | 19,75            | 211 (2022)                        | 11                 | modifier les données · modifier les données |
| Montsalier                    | 04132      | CC Haute-Provence - Pays de Banon         | 23,81            | 167 (2022)                        | 7,0                | modifier les données · modifier les données |
| La Motte-du-Caire             | 04134      | CC du Sisteronais Buëch                   | 27,27            | 544 (2022)                        | 20                 | modifier les données · modifier les données |
| Nibles                        | 04137      | CC du Sisteronais Buëch                   | 12,31            | 54 (2022)                         | 4,4                | modifier les données · modifier les données |
| Niozelles                     | 04138      | CC Pays de Forcalquier - Montagne de Lure | 10,47            | 278 (2022)                        | 27                 | modifier les données · modifier les données |
| Noyers-sur-Jabron             | 04139      | CC Jabron Lure Vançon Durance             | 56,58            | 527 (2022)                        | 9,3                | modifier les données · modifier les données |
| Les Omergues                  | 04140      | CC Jabron Lure Vançon Durance             | 34,22            | 128 (2022)                        | 3,7                | modifier les données · modifier les données |
| Ongles                        | 04141      | CC Pays de Forcalquier - Montagne de Lure | 31,46            | 359 (2022)                        | 11                 | modifier les données · modifier les données |
| Oppedette                     | 04142      | CC Haute-Provence - Pays de Banon         | 8,49             | 44 (2022)                         | 5,2                | modifier les données · modifier les données |
| Oraison                       | 04143      | CA Durance-Luberon-Verdon Agglomération   | 38,42            | 6 042 (2022)                      | 157                | modifier les données · modifier les données |
| Peipin                        | 04145      | CC Jabron Lure Vançon Durance             | 13,15            | 1 496 (2022)                      | 114                | modifier les données · modifier les données |
| Piégut                        | 04150      | CC Serre-Ponçon Val d'Avance              | 11,12            | 208 (2022)                        | 19                 | modifier les données · modifier les données |
| Pierrerue                     | 04151      | CC Pays de Forcalquier - Montagne de Lure | 10,86            | 530 (2022)                        | 49                 | modifier les données · modifier les données |
| Pierrevert                    | 04152      | CA Durance-Luberon-Verdon Agglomération   | 27,90            | 3 943 (2022)                      | 141                | modifier les données · modifier les données |
| Puimichel                     | 04156      | CA Durance-Luberon-Verdon Agglomération   | 36,81            | 254 (2022)                        | 6,9                | modifier les données · modifier les données |
| Puimoisson                    | 04157      | CA Durance-Luberon-Verdon Agglomération   | 35,44            | 666 (2022)                        | 19                 | modifier les données · modifier les données |
| Quinson                       | 04158      | CA Durance-Luberon-Verdon Agglomération   | 28,11            | 388 (2022)                        | 14                 | modifier les données · modifier les données |
| Redortiers                    | 04159      | CC Haute-Provence - Pays de Banon         | 45,77            | 89 (2022)                         | 1,9                | modifier les données · modifier les données |
| Reillanne                     | 04160      | CC Haute-Provence - Pays de Banon         | 38,55            | 1 730 (2022)                      | 45                 | modifier les données · modifier les données |
| Revest-des-Brousses           | 04162      | CC Haute-Provence - Pays de Banon         | 22,95            | 264 (2022)                        | 12                 | modifier les données · modifier les données |
| Revest-du-Bion                | 04163      | CC Haute-Provence - Pays de Banon         | 43,45            | 487 (2022)                        | 11                 | modifier les données · modifier les données |
| Revest-Saint-Martin           | 04164      | CC Pays de Forcalquier - Montagne de Lure | 7,56             | 82 (2022)                         | 11                 | modifier les données · modifier les données |
| Riez                          | 04166      | CA Durance-Luberon-Verdon Agglomération   | 40,00            | 1 625 (2022)                      | 41                 | modifier les données · modifier les données |
| La Rochegiron                 | 04169      | CC Haute-Provence - Pays de Banon         | 30,11            | 108 (2022)                        | 3,6                | modifier les données · modifier les données |
| Roumoules                     | 04172      | CA Durance-Luberon-Verdon Agglomération   | 26,04            | 732 (2022)                        | 28                 | modifier les données · modifier les données |
| Saint-Étienne-les-Orgues      | 04178      | CC Pays de Forcalquier - Montagne de Lure | 48,42            | 1 297 (2022)                      | 27                 | modifier les données · modifier les données |
| Saint-Geniez                  | 04179      | CC du Sisteronais Buëch                   | 38,94            | 107 (2022)                        | 2,7                | modifier les données · modifier les données |
| Saint-Laurent-du-Verdon       | 04186      | CA Durance-Luberon-Verdon Agglomération   | 8,89             | 89 (2022)                         | 10                 | modifier les données · modifier les données |
| Saint-Maime                   | 04188      | CC Haute-Provence - Pays de Banon         | 7,51             | 904 (2022)                        | 120                | modifier les données · modifier les données |
| Saint-Martin-de-Brômes        | 04189      | CA Durance-Luberon-Verdon Agglomération   | 21,09            | 632 (2022)                        | 30                 | modifier les données · modifier les données |
| Saint-Martin-les-Eaux         | 04190      | CC Haute-Provence - Pays de Banon         | 9,15             | 123 (2022)                        | 13                 | modifier les données · modifier les données |
| Saint-Michel-l'Observatoire   | 04192      | CC Haute-Provence - Pays de Banon         | 27,78            | 1 278 (2022)                      | 46                 | modifier les données · modifier les données |
| Saint-Vincent-sur-Jabron      | 04199      | CC Jabron Lure Vançon Durance             | 30,20            | 168 (2022)                        | 5,6                | modifier les données · modifier les données |
| Sainte-Croix-à-Lauze          | 04175      | CC Haute-Provence - Pays de Banon         | 8,65             | 86 (2022)                         | 9,9                | modifier les données · modifier les données |
| Sainte-Tulle                  | 04197      | CA Durance-Luberon-Verdon Agglomération   | 17,07            | 3 530 (2022)                      | 207                | modifier les données · modifier les données |
| Salignac                      | 04200      | CC Jabron Lure Vançon Durance             | 14,42            | 679 (2022)                        | 47                 | modifier les données · modifier les données |
| Saumane                       | 04201      | CC Haute-Provence - Pays de Banon         | 3,21             | 125 (2022)                        | 39                 | modifier les données · modifier les données |
| Sigonce                       | 04206      | CC Pays de Forcalquier - Montagne de Lure | 19,97            | 421 (2022)                        | 21                 | modifier les données · modifier les données |
| Sigoyer                       | 04207      | CC du Sisteronais Buëch                   | 15,30            | 101 (2022)                        | 6,6                | modifier les données · modifier les données |
| Simiane-la-Rotonde            | 04208      | CC Haute-Provence - Pays de Banon         | 67,86            | 608 (2022)                        | 9,0                | modifier les données · modifier les données |
| Sisteron                      | 04209      | CC du Sisteronais Buëch                   | 50,25            | 7 776 (2022)                      | 155                | modifier les données · modifier les données |
| Sourribes                     | 04211      | CC Jabron Lure Vançon Durance             | 19,75            | 179 (2022)                        | 9,1                | modifier les données · modifier les données |
| Thèze                         | 04216      | CC du Sisteronais Buëch                   | 11,17            | 256 (2022)                        | 23                 | modifier les données · modifier les données |
| Turriers                      | 04222      | CC du Sisteronais Buëch                   | 19,86            | 345 (2022)                        | 17                 | modifier les données · modifier les données |
| Vachères                      | 04227      | CC Haute-Provence - Pays de Banon         | 23,42            | 318 (2022)                        | 14                 | modifier les données · modifier les données |
| Valavoire                     | 04228      | CC du Sisteronais Buëch                   | 16,81            | 39 (2022)                         | 2,3                | modifier les données · modifier les données |
| Valbelle                      | 04229      | CC Jabron Lure Vançon Durance             | 32,99            | 239 (2022)                        | 7,2                | modifier les données · modifier les données |
| Valensole                     | 04230      | CA Durance-Luberon-Verdon Agglomération   | 127,77           | 3 151 (2022)                      | 25                 | modifier les données · modifier les données |
| Valernes                      | 04231      | CC du Sisteronais Buëch                   | 28,49            | 242 (2022)                        | 8,5                | modifier les données · modifier les données |
| Vaumeilh                      | 04233      | CC du Sisteronais Buëch                   | 25,52            | 268 (2022)                        | 11                 | modifier les données · modifier les données |
| Venterol                      | 04234      | CC Serre-Ponçon Val d'Avance              | 22,75            | 226 (2022)                        | 9,9                | modifier les données · modifier les données |
| Villemus                      | 04241      | CC Haute-Provence - Pays de Banon         | 9,59             | 193 (2022)                        | 20                 | modifier les données · modifier les données |
| Villeneuve                    | 04242      | CA Durance-Luberon-Verdon Agglomération   | 25,55            | 4 386 (2022)                      | 172                | modifier les données · modifier les données |
| Volx                          | 04245      | CA Durance-Luberon-Verdon Agglomération   | 19,52            | 3 227 (2022)                      | 165                | modifier les données · modifier les données |
| Arrondissement de Forcalquier | 044        |                                           | 2 605,40         | 99 321 (2022)                     | 38                 | modifier les données                        |

## Démographie
En 2022, l'arrondissement comptait 99 321 habitants.
| 1968   | 1975   | 1982   | 1990   | 1999   | 2006   | 2011   | 2016   | 2021   |
| ------ | ------ | ------ | ------ | ------ | ------ | ------ | ------ | ------ |
| 56 206 | 61 709 | 64 817 | 70 942 | 75 739 | 83 045 | 87 321 | 95 990 | 98 841 |

| 2022   | - | - | - | - | - | - | - | - |
| ------ | - | - | - | - | - | - | - | - |
| 99 321 | - | - | - | - | - | - | - | - |

## Sous-préfets
| Période           | Période           | Identité                            | Fonction précédente                                           | Observation                                                       |
| ----------------- | ----------------- | ----------------------------------- | ------------------------------------------------------------- | ----------------------------------------------------------------- |
|                   |                   |                                     |                                                               |                                                                   |
| 6 septembre 1820  | 1er mai 1821      | Antoine de Suleau                   | Sous-préfet de Gannat à la Première Restauration              | Nommé sous-préfet de Compiègne                                    |
|                   |                   |                                     |                                                               |                                                                   |
| 6 avril 1846      | 27 décembre 1846  | Aubin Brondealt de Saulxures        | Secrétaire particulier du préfet du Gard                      | Nommé sous-préfet d'Uzès                                          |
|                   |                   |                                     |                                                               |                                                                   |
| 28 juillet 1849   | 7 décembre 1850   | Charles de Gauville                 |                                                               | Nommé sous-préfet de Vitry-le-François                            |
| 7 décembre 1850   | 1er décembre 1851 | Alphonse Paillard                   | Secrétaire particulier du préfet de police Rebillot           | Nommé sous-préfet de Dunkerque                                    |
|                   |                   |                                     |                                                               |                                                                   |
| 4 juin 1871       | 13 juillet 1871   | Victor Roustan                      |                                                               | Nommé secrétaire général de la préfecture des Basses-Alpes        |
| 13 juillet 1871   | 1er août 1873     | Anatole Catusse                     | Sous-préfet d'Argentan                                        | Remplacé                                                          |
|                   |                   |                                     |                                                               |                                                                   |
| 3 septembre 1879  | 26 mars 1880      | Jules Mengarduque                   |                                                               | Nommé sous-préfet de Millau                                       |
| 26 mars 1880      | 30 mars 1881      | Jean Gardavaux                      | Conseiller de préfecture de la Savoie                         | Nommé sous-préfet de Sancerre                                     |
| 30 mars 1881      | 20 décembre 1881  | Joseph Duprat                       |                                                               | Mis en disponibilité                                              |
| 20 décembre 1881  | 27 juillet 1882   | Édouard Bidou                       | Sous-préfet de Chinon                                         | Nommé sous-préfet de Mirecourt                                    |
| 27 juillet 1882   | 13 février 1886   | Marie-Eugène Rivière de la Souchère | Sous-préfet de Mirecourt                                      | Nommé sous-préfet d'Ambert                                        |
| 13 février 1886   | 5 mars 1887       | Marie-Joseph Toucas                 | Sous-préfet de Rethel                                         | Nommé sous-préfet de Guelma en Algérie française                  |
| 5 mars 1887       | 12 mars 1887      | Georges Salanson                    |                                                               | Nommé conseiller de préfecture de la Manche                       |
| 12 mars 1887      | 20 juin 1888      | Charles Perrin                      | Conseiller de préfecture de la Charente-Inférieure            | Nommé sous-préfet de La Tour-du-Pin                               |
| 20 juin 1888      | 13 février 1897   | Eugène Dutrait                      |                                                               | Nommé secrétaire général de la préfecture de la Creuse            |
| 13 février 1897   | 1er mai 1897      | Henry Niord                         | Sous-préfet de Mirande                                        | Nommé sous-préfet de Bellac                                       |
| 1er mai 1897      | 22 mars 1900      | Daniel Müller                       |                                                               | Nommé sous-préfet de Vervins                                      |
| 22 mars 1900      | 5 septembre 1904  | Charles Dadin                       |                                                               | Nommé sous-préfet de Civray                                       |
| 5 septembre 1904  | 30 décembre 1905  | Marc Mendonça                       |                                                               | Nommé sous-préfet de Gaillac                                      |
| 30 décembre 1905  | 3 novembre 1906   | Félix Lamy                          |                                                               | Nommé sous-préfet de Poligny                                      |
| 3 novembre 1906   | 20 novembre 1906  | Marcel Boissonnade                  | Sous-préfet de Bernay                                         | Non installé. Directement nommé sous-préfet de Figeac             |
| 20 novembre 1906  | 27 juillet 1907   | Prosper Dutreuil                    | Chef de cabinet du préfet de la Loire                         | Nommé secrétaire général de la préfecture des Pyrénées-Orientales |
| 24 juillet 1907   | 31 août 1907      | Paul Roux                           |                                                               | Nommé sous-préfet de Corte                                        |
| 31 août 1907      | 16 janvier 1915   | Paul Massoni                        |                                                               | Nommé sous-préfet d'Aubusson                                      |
| 16 janvier 1915   | 24 avril 1915     | Georges Gauzy                       |                                                               | Mobilisé pour la guerre                                           |
| 24 avril 1915     | 3 novembre 1917   | Marc Marcantoni                     | Conseiller de préfecture des Basses-Alpes                     | Appelé sur sa demande à d'autres fonctions                        |
| 3 novembre 1917   | 31 décembre 1921  | François Flach                      | Conseiller de préfecture du Doubs                             | Nommé sous-préfet d'Issoudun                                      |
| 31 décembre 1921  | 9 février 1926    | Ulrich Coste                        | Conseiller de préfecture des Bouches-du-Rhône                 | Nommé sous-préfet du Blanc                                        |
|                   |                   |                                     |                                                               |                                                                   |
| 25 août 1943      | 11 janvier 1945   | Roger Bellion                       | Secrétaire général de la préfecture de l'Ardèche par intérim  | Nommé Sous-préfet de Condom                                       |
|                   |                   |                                     |                                                               |                                                                   |
| 1er mars 1948     | 23 septembre 1953 | Pierre Degrave                      | Agent supérieur                                               | Nommé secrétaire général de la préfecture de l'Ardèche            |
|                   |                   |                                     |                                                               |                                                                   |
|                   | 27 juillet 1994   | Gilbert Elkaim                      |                                                               | Nommé sous-préfet hors cadre sur sa demande                       |
| 27 juillet 1994   | 2 janvier 1997    | Gilles Barsacq                      | sous-préfet d'Avallon                                         | En position de service détaché sur sa demande                     |
| 3 mars 1997       | 27 septembre 1999 | Bertrand Le Febvre de Saint-Germain | Directeur du cabinet du préfet du Pas-de-Calais               | En position de service détaché sur sa demande                     |
| 22 novembre 1999  | 24 octobre 2001   | Gérard André                        | Administrateur civil                                          | Nommé sous-préfet de Villefranche-de-Rouergue                     |
| 24 octobre 2001   |                   | Michel Mourou                       | Sous-préfet de Montbrison                                     |                                                                   |
| 19 novembre 2003  | 7 avril 2005      | Ferdinand-Maurice Constant          |                                                               | Nommé sous-préfet de Coutances                                    |
| 29 avril 2005     | 2 août 2007       | Anne Laubies-Roques                 |                                                               | Nommée sous-préfète de Bergerac                                   |
| 13 décembre 2007  | 14 septembre 2011 | Mikaël Doré                         | Sous-préfet de Saint-Girons                                   |                                                                   |
| 14 septembre 2011 | 14 février 2014   | François Ambroggiani                |                                                               | Nommé sous-préfet d'Alès                                          |
| 14 mars 2014      | 4 janvier 2016    | Pascal Zingraff                     | Sous-préfet de Châteaubriant                                  | Nommé sous-préfet hors cadre                                      |
| 4 janvier 2016    | 4 août 2020       | Fabienne Ellul                      | Sous-préfète chargée de mission auprès du préfet de l'Hérault | Nommée sous-préfète d'Arles                                       |
| 26 octobre 2020   |                   | Natalie William                     | Sous-préfète de Château-Thierry                               |                                                                   |